# Katherine Kelly Lang
Katherine Kelly Wegeman, más conocida como Katherine Kelly Lang, es una actriz estadounidense, conocida por interpretar a Brooke Logan en la serie The Bold and the Beautiful.

## Biografía
Es hija del deportista Keith R. Wegeman y de la actriz Judith Lang.
Katherine es nieta del ganador del premio Oscar, Charles Lang.
En 1989 se casó con el director Skott Snider, la pareja tuvo dos hijos: Jeremy Skott Snider nacido el 5 de septiembre de 1990 y Julian Lang Snider nacido el 11 de octubre de 1992, sin embargo la pareja se divorció en 1995.
En 1997 se casó con el gerente Alex D'Andrea, la pareja tuvo una hija Zoe Katrina D'Andrea nacida el 11 de mayo de 1997, en noviembre del 2012 la pareja anunció que se habían separado y finalmente se divorciaron en junio del 2014. 

## Carrera
Katherine es coanfitriona junto con Anastasia de un infomercial para el sistema de fitness "Yoga Pulse".
El 23 de marzo de 1987 se unió al elenco principal de la telenovela The Bold and the Beautiful donde interpreta al empresario Brooke Logan, la hermana de , hasta ahora.
En 1997 apareció como invitada en la serie The Young and the Restless donde interpretó nuevamente a Brooke Logan, papel que interpretó en el 2007 durante el episodio # 1.8678.
A finales de noviembre del 2015 se anunció que Katherine aparecería como invitada en la popular serie australiana Neighbours. Katherine aparecerá en la serie en el 2016.

## Filmografía

### Series de televisión
| Año             | Título                     | Personaje    | Notas           |
| --------------- | -------------------------- | ------------ | --------------- |
| 2016 - presente | Neighbours                 | -            | -               |
| 1987 - presente | The Bold and the Beautiful | Brooke Logan | 3,738 episodios |
| 1999, 2007      | The Young and the Restless | Brooke Logan | 5 episodios     |

### Películas
| Año  | Título                    | Personaje      | Notas                                                                            |
| ---- | ------------------------- | -------------- | -------------------------------------------------------------------------------- |
| 1995 | Till the End of the Night | Hombre Sentado | junto a Scott Valentine, John Enos III, Mary Fanaro, David Keith & Roger Clinton |

### Productora
| Año  | Título    | Notas               |
| ---- | --------- | ------------------- |
| 2013 | The Grove | productora asociada |

### Apariciones
| Año  | Título                              | Notas                                                      |
| ---- | ----------------------------------- | ---------------------------------------------------------- |
| 2014 | Ballando con le stelle 10           | concursante - su pareja fue el bailarín Simone Di Pasquale |
| 1988 | The 15th Annual Daytime Emmy Awards | co-presentadora                                            |
| 1987 | Circus of the Stars #12             | intérprete                                                 |

## Premios y nominaciones
| Año  | Categoría                                           | Premio                  | Serie                      | Resultado |
| ---- | --------------------------------------------------- | ----------------------- | -------------------------- | --------- |
| 2014 | Outstanding Lead Actress in a Drama Series          | Daytime Emmy Award      | The Bold and the Beautiful | Nominada  |
| 2013 | Outstanding Supporting Actress in a Drama Series    | Daytime Emmy Award      | The Bold and the Beautiful | Nominada  |
| 2005 | Favorite Triangle (junto a Ronn Moss & Jack Wagner) | Soap Opera Digest Award | The Bold and the Beautiful | Nominados |
| 2003 | Outstanding Lead Actress                            | Soap Opera Digest Award | The Bold and the Beautiful | Nominada  |
| 2002 | America's Favorite Couple (junto a Sean Kanan)      | Special Fan Award       | The Bold and the Beautiful | Nominados |
| 2002 | Best Actress in a Daytime Serial                    | OFTA Television Award   | The Bold and the Beautiful | Nominada  |
| 2001 | Outstanding Heroine                                 | Soap Opera Digest Award | The Bold and the Beautiful | Nominada  |
| 1995 | Hottest Soap Couple (junto a Ronn Moss)             | Soap Opera Digest Award | The Bold and the Beautiful | Nominados |
| 1994 | Hottest Female Star                                 | Soap Opera Digest Award | The Bold and the Beautiful | Nominada  |
| 1993 | Hottest Female Star                                 | Soap Opera Digest Award | The Bold and the Beautiful | Nominada  |
| 1991 | Outstanding Heroine: Daytime                        | Soap Opera Digest Award | The Bold and the Beautiful | Nominada  |